# ATP-toernooi van Astana
Het ATP-toernooi van Astana is een tennistoernooi voor mannen dat voor het eerst in 2020 op de ATP-kalender stond en wordt georganiseerd in Astana, in 2021 en 2021 bekend als Nur-Sultan, de hoofdstad van Kazachstan. Het is een van de toernooien die in het leven werden geroepen ter compensatie van het annuleren van tennistoernooien als gevolg van de coronapandemie in 2020. In 2021 werd het opnieuw georganiseerd als vervangend toernooi. Vanaf 2022 is het toernooi een vast onderdeel op de kalender. In 2022 werd het toernooi georganiseerd in de categorie "ATP Tour 500".
In 2021 werd een week na het mannentoernooi op dezelfde locatie het WTA-toernooi van Nur-Sultan voor de vrouwen gehouden. Dit vrouwentoernooi werd in 2022 niet gecontinueerd.

## Finales

### Enkelspel
| Jaar | Winnaar          | Finalist           | Score         |
| ---- | ---------------- | ------------------ | ------------- |
| 2020 | John Millman     | Adrian Mannarino   | 7-5, 6-1      |
| 2021 | Kwon Soon-woo    | James Duckworth    | 7-6(6), 6-3   |
| 2022 | Novak Djokovic   | Stéfanos Tsitsipás | 6-3, 6-4      |
| 2023 | Adrian Mannarino | Sebastian Korda    | 4-6, 6-3, 6-2 |
| 2024 | Karen Chatsjanov | Gabriel Diallo     | 6-2, 5-7, 6-3 |

### Dubbelspel
| Jaar | Winnaars                                | Finalisten                          | Score                        |
| ---- | --------------------------------------- | ----------------------------------- | ---------------------------- |
| 2020 | Sander Gillé Joran Vliegen              | Max Purcell Luke Saville            | 7-5, 6-3                     |
| 2021 | Santiago González Andrés Molteni        | Jonathan Erlich Andrei Vasilevski   | 6-1, 6-2                     |
| 2022 | Nikola Mektić Mate Pavić                | Adrian Mannarino Fabrice Martin     | 6-4, 6-2                     |
| 2023 | Nathaniel Lammons Jackson Withrow       | Mate Pavić John Peers               | 7-6(4), 7-6(7)               |
| 2024 | Rithvik Choudary Bollipalli Arjun Kadhe | Nicolás Barrientos Skander Mansouri | 3-6, 7-6(4), 7-6(3), [14-12] |

2020 · 2021 · 2022 · 2023 · 2024
ITF-toernooien (mannen en vrouwen)

ATP-toernooien (mannen) – ATP-seizoen 2025

WTA-toernooien (vrouwen) – WTA-seizoen 2025

Voormalige toernooien mannen
Voormalige toernooien vrouwen
Voormalige amateurtoernooien